# Tinea minutella
Tinea minutella is een vlinder uit de familie van de echte motten (Tineidae). De wetenschappelijke naam van de soort werd in 1794 gepubliceerd door Johann Christian Fabricius. Als typelocatie voor de soort werd West-Indië opgegeven.